# Silverchair/Diskografie
Diese Diskografie ist eine Übersicht über die musikalischen Werke der australischen Alternative-Rock-Band Silverchair. Den Schallplattenauszeichnungen zufolge hat sie bisher mehr als 6,3 Millionen Tonträger verkauft, davon alleine in ihrer Heimat über 2,4 Millionen. Ihre erfolgreichste Veröffentlichung ist das Album Frogstomp mit über 2,7 Millionen verkauften Einheiten.

## Alben

### Studioalben
| Jahr | Titel         | Höchstplatzierung, Gesamtwochen, AuszeichnungChartplatzierungen (Jahr, Titel, Platzierungen, Wochen, Auszeichnungen, Anmerkungen) | Höchstplatzierung, Gesamtwochen, AuszeichnungChartplatzierungen (Jahr, Titel, Platzierungen, Wochen, Auszeichnungen, Anmerkungen) | Höchstplatzierung, Gesamtwochen, AuszeichnungChartplatzierungen (Jahr, Titel, Platzierungen, Wochen, Auszeichnungen, Anmerkungen) | Höchstplatzierung, Gesamtwochen, AuszeichnungChartplatzierungen (Jahr, Titel, Platzierungen, Wochen, Auszeichnungen, Anmerkungen) | Höchstplatzierung, Gesamtwochen, AuszeichnungChartplatzierungen (Jahr, Titel, Platzierungen, Wochen, Auszeichnungen, Anmerkungen) | Höchstplatzierung, Gesamtwochen, AuszeichnungChartplatzierungen (Jahr, Titel, Platzierungen, Wochen, Auszeichnungen, Anmerkungen) | Anmerkungen                           |
| Jahr | Titel         | DE | AT | CH | UK | US | AU | Anmerkungen                           |
| ---- | ------------- | --- | --- | --- | --- | --- | --- | ------------------------------------- |
| 1995 | Frogstomp     | DE73 (9 Wo.)DE | — | — | UK49 Silber · (2 Wo.)UK | US9 ×2Doppelplatin · (48 Wo.)US                                                                                                   | AU1 ×6Sechsfachplatin · (50 Wo.)AU                                                                                                | Erstveröffentlichung: 27. März 1995   |
| 1997 | Freak Show    | DE42 (6 Wo.)DE | AT22 (4 Wo.)AT | CH43 (3 Wo.)CH | UK38 (2 Wo.)UK | US12 Gold · (20 Wo.)US | AU1 ×3Dreifachplatin · (50 Wo.)AU                                                                                                 | Erstveröffentlichung: 4. Februar 1997 |
| 1999 | Neon Ballroom | DE13 (30 Wo.)DE | AT13 (15 Wo.)AT | CH40 (3 Wo.)CH | UK29 Silber · (2 Wo.)UK | US50 Gold · (30 Wo.)US | AU1 ×3Dreifachplatin · (40 Wo.)AU                                                                                                 | Erstveröffentlichung: 16. März 1999   |
| 2002 | Diorama       | DE12 (5 Wo.)DE | AT13 (6 Wo.)AT | CH40 (5 Wo.)CH | UK91 (1 Wo.)UK | US91 (2 Wo.)US | AU1 ×3Dreifachplatin · (50 Wo.)AU                                                                                                 | Erstveröffentlichung: 31. März 2002   |
| 2007 | Young Modern  | — | — | — | — | US70 (2 Wo.)US | AU1 ×3Dreifachplatin · (38 Wo.)AU                                                                                                 | Erstveröffentlichung: 31. März 2007   |

### Livealben
| Jahr | Titel                     | Höchstplatzierung, Gesamtwochen, AuszeichnungChartplatzierungen (Jahr, Titel, Platzierungen, Wochen, Auszeichnungen, Anmerkungen) | Höchstplatzierung, Gesamtwochen, AuszeichnungChartplatzierungen (Jahr, Titel, Platzierungen, Wochen, Auszeichnungen, Anmerkungen) | Höchstplatzierung, Gesamtwochen, AuszeichnungChartplatzierungen (Jahr, Titel, Platzierungen, Wochen, Auszeichnungen, Anmerkungen) | Höchstplatzierung, Gesamtwochen, AuszeichnungChartplatzierungen (Jahr, Titel, Platzierungen, Wochen, Auszeichnungen, Anmerkungen) | Höchstplatzierung, Gesamtwochen, AuszeichnungChartplatzierungen (Jahr, Titel, Platzierungen, Wochen, Auszeichnungen, Anmerkungen) | Höchstplatzierung, Gesamtwochen, AuszeichnungChartplatzierungen (Jahr, Titel, Platzierungen, Wochen, Auszeichnungen, Anmerkungen) | Anmerkungen                                      |
| Jahr | Titel                     | DE | AT | CH | UK | US | AU | Anmerkungen                                      |
| ---- | ------------------------- | --- | --- | --- | --- | --- | --- | ------------------------------------------------ |
| 2003 | Live from Faraway Stables | — | — | — | — | — | AU13 Gold · (3 Wo.)AU | Erstveröffentlichung: 10. November 2003 CD + DVD |

### Kompilationen
| Jahr | Titel                | Höchstplatzierung, Gesamtwochen, AuszeichnungChartplatzierungen (Jahr, Titel, Platzierungen, Wochen, Auszeichnungen, Anmerkungen) | Höchstplatzierung, Gesamtwochen, AuszeichnungChartplatzierungen (Jahr, Titel, Platzierungen, Wochen, Auszeichnungen, Anmerkungen) | Höchstplatzierung, Gesamtwochen, AuszeichnungChartplatzierungen (Jahr, Titel, Platzierungen, Wochen, Auszeichnungen, Anmerkungen) | Höchstplatzierung, Gesamtwochen, AuszeichnungChartplatzierungen (Jahr, Titel, Platzierungen, Wochen, Auszeichnungen, Anmerkungen) | Höchstplatzierung, Gesamtwochen, AuszeichnungChartplatzierungen (Jahr, Titel, Platzierungen, Wochen, Auszeichnungen, Anmerkungen) | Höchstplatzierung, Gesamtwochen, AuszeichnungChartplatzierungen (Jahr, Titel, Platzierungen, Wochen, Auszeichnungen, Anmerkungen) | Anmerkungen                             |
| Jahr | Titel                | DE | AT | CH | UK | US | AU | Anmerkungen                             |
| ---- | -------------------- | --- | --- | --- | --- | --- | --- | --------------------------------------- |
| 2000 | The Best Of Volume 1 | — | — | — | — | — | AU16 ×3Dreifachplatin · (10 Wo.)AU                                                                                                | Erstveröffentlichung: 12. Dezember 2000 |

Weitere Kompilationen
- 2002: Rarities 1994–1999

### EPs
- 1994: Tomorrow

## Singles
| Jahr | Titel Album                            | Höchstplatzierung, Gesamtwochen, AuszeichnungChartplatzierungen (Jahr, Titel, Album, Platzierungen, Wochen, Auszeichnungen, Anmerkungen) | Höchstplatzierung, Gesamtwochen, AuszeichnungChartplatzierungen (Jahr, Titel, Album, Platzierungen, Wochen, Auszeichnungen, Anmerkungen) | Höchstplatzierung, Gesamtwochen, AuszeichnungChartplatzierungen (Jahr, Titel, Album, Platzierungen, Wochen, Auszeichnungen, Anmerkungen) | Höchstplatzierung, Gesamtwochen, AuszeichnungChartplatzierungen (Jahr, Titel, Album, Platzierungen, Wochen, Auszeichnungen, Anmerkungen) | Höchstplatzierung, Gesamtwochen, AuszeichnungChartplatzierungen (Jahr, Titel, Album, Platzierungen, Wochen, Auszeichnungen, Anmerkungen) | Höchstplatzierung, Gesamtwochen, AuszeichnungChartplatzierungen (Jahr, Titel, Album, Platzierungen, Wochen, Auszeichnungen, Anmerkungen) | Anmerkungen                                     |
| Jahr | Titel Album                            | DE | AT | CH | UK | US | AU | Anmerkungen                                     |
| ---- | -------------------------------------- | --- | --- | --- | --- | --- | --- | ----------------------------------------------- |
| 1994 | Tomorrow Frogstomp                     | — | — | — | UK59 (2 Wo.)UK | — | AU1 ×4Vierfachplatin · (28 Wo.)AU | Erstveröffentlichung: 16. September 1994 NZ: #1 |
| 1995 | Pure Massacre Frogstomp                | — | — | — | UK71 (2 Wo.)UK | — | AU2 Platin · (15 Wo.)AU | Erstveröffentlichung: 16. Januar 1995           |
| 1995 | Israel’s Son Frogstomp                 | — | — | — | — | — | AU11 Gold · (7 Wo.)AU | Erstveröffentlichung: 12. April 1995            |
| 1995 | Shade Frogstomp                        | — | — | — | — | — | AU28 (6 Wo.)AU | Erstveröffentlichung: 29. Mai 1995              |
| 1997 | Freak Freak Show                       | — | — | — | UK34 (2 Wo.)UK | — | AU1 ×2Doppelplatin · (18 Wo.)AU | Erstveröffentlichung: 13. Januar 1997           |
| 1997 | Abuse Me Freak Show                    | — | — | — | UK40 (2 Wo.)UK | — | AU9 Gold · (12 Wo.)AU | Erstveröffentlichung: April 1997                |
| 1997 | Cemetery Freak Show                    | — | — | — | — | — | AU5 Gold · (14 Wo.)AU | Erstveröffentlichung: Juni 1997                 |
| 1997 | The Door Freak Show                    | — | — | — | — | — | AU25 (6 Wo.)AU | Erstveröffentlichung: Oktober 1997              |
| 1999 | Anthem for the Year 2000 Neon Ballroom | — | — | — | UK93 (1 Wo.)UK | — | AU3 Platin · (16 Wo.)AU | Erstveröffentlichung: Februar 1999              |
| 1999 | Ana’s Song (Open Fire) Neon Ballroom   | — | — | — | UK45 (2 Wo.)UK | — | AU14 Platin · (11 Wo.)AU | Erstveröffentlichung: Mai 1999                  |
| 1999 | Miss You Love Neon Ballroom            | — | — | — | — | — | AU17 Gold · (10 Wo.)AU | Erstveröffentlichung: September 1999            |
| 2002 | The Greatest View Diorama              | DE83 (1 Wo.)DE | — | — | UK85 (1 Wo.)UK | — | AU3 Gold · (11 Wo.)AU | Erstveröffentlichung: 18. Januar 2002           |
| 2002 | Without You Diorama                    | — | — | — | — | — | AU8 (5 Wo.)AU | Erstveröffentlichung: 13. Mai 2002              |
| 2002 | Luv Your Life Diorama                  | — | — | — | — | — | AU20 (2 Wo.)AU | Erstveröffentlichung: 2. September 2002         |
| 2003 | Across the Night Diorama               | — | — | — | — | — | AU24 (3 Wo.)AU | Erstveröffentlichung: 11. März 2002             |
| 2007 | Straight Lines Young Modern            | — | — | — | — | — | AU1 ×2Doppelplatin · (43 Wo.)AU | Erstveröffentlichung: 20. März 2007             |
| 2007 | If You Keep Losing Sleep Young Modern  | — | — | — | — | — | AU16 (1 Wo.)AU | Erstveröffentlichung: 9. Oktober 2007           |

Weitere Singles
- 2003: After All These Years
- 2007: Reflections of a Sound
- 2008: Mind Reader

## Videoalben und Musikvideos

### Videoalben
- 1995: Out Takes & Miss Takes (VHS)
- 1999: Emotion Pictures (VHS)
- 1999: Best Of Volume 1 – Complete Videology (DVD/VHS)
- 2002: Across the Night: Creation of Diorama (DVD)
- 2003: Live from Faraway Stables (DVD)
- 2007: Powderfinger & Silverchair: Across the Great Divide Tour (DVD)

### Musikvideos
| Jahr | Titel                    | Regie                              |
| ---- | ------------------------ | ---------------------------------- |
| 1994 | Tomorrow                 | Kerry Negara                       |
| 1995 | Pure Massacre            |                                    |
| 1995 | Tomorrow (US-Version)    | Mark Pellington                    |
| 1995 | Shade                    |                                    |
| 1996 | Israel’s Son             | Nigel Dick                         |
| 1997 | Abuse Me                 | Nick Egan                          |
| 1997 | Freak                    | Gerald Casale                      |
| 1997 | Cemetery                 | Gerald Casale                      |
| 1999 | Anthem for the Year 2000 | Gavin Bowden                       |
| 1999 | Ana’s Song (Open Fire)   | Cate Anderson                      |
| 1999 | Miss You Love            | Cate Anderson                      |
| 2000 | Emotion Sickness         | Cate Anderson                      |
| 2002 | The Greatest View        | Sean Gilligan, Sarah-Jane Woulahan |
| 2002 | Without You              | Sean Gilligan, Sarah-Jane Woulahan |
| 2002 | Luv Your Life            | Steve Scott, James Littlemore      |
| 2003 | Across the Night         | Sean Gilligan, Sarah-Jane Woulahan |
| 2003 | After All These Years    | Robert Hambling                    |
| 2007 | Straight Lines           | Paul Goldman, Alice Bell           |
| 2007 | Reflections of a Sound   | Damon Escott, Stephen Lance        |
| 2007 | If You Keep Losing Sleep | Damon Escott, Stephen Lance        |

## Boxsets
- 1997: The Freak Box
- 2002: The Diorama Box

## Promoveröffentlichungen
Promo-Singles
- 1996: No Association
- 1999: Paint Pastel Princess
- 2000: Punk Song 2
- 2002: Tuna in the Brine
- 2003: After All These Years

## Statistik

### Chartauswertung
|                     | DE    | AT    | CH    | UK    | US    | AU    |
| ------------------- | ----- | ----- | ----- | ----- | ----- | ----- |
| Nummer-eins-Alben   | DE—DE | AT—AT | CH—CH | UK—UK | US—US | AU5AU |
| Top-10-Alben        | DE—DE | AT—AT | CH—CH | UK—UK | US1US | AU5AU |
| Alben in den Charts | DE4DE | AT3AT | CH3CH | UK4UK | US5US | AU7AU |

|                       | DE    | AT    | CH    | UK    | US    | AU     |
| --------------------- | ----- | ----- | ----- | ----- | ----- | ------ |
| Nummer-eins-Singles   | DE—DE | AT—AT | CH—CH | UK—UK | US—US | AU3AU  |
| Top-10-Singles        | DE—DE | AT—AT | CH—CH | UK—UK | US—US | AU9AU  |
| Singles in den Charts | DE1DE | AT—AT | CH—CH | UK7UK | US—US | AU17AU |

### Auszeichnungen für Musikverkäufe
| Goldene Schallplatte - Brasilien - 2000: für das Album Neon Ballroom - Neuseeland - 1997: für das Album Freakshow Platin-Schallplatte - Kanada - 1997: für das Album Freakshow - 1999: für das Album Neon Ballroom - Neuseeland - 2001: für das Album The Best Of – Volume 1 - 2022: für die Single Tomorrow - 2025: für die Single Straight Lines | 2× Platin-Schallplatte - Neuseeland - 1996: für das Album Frogstomp - 2000: für das Album Neon Ballroom 3× Platin-Schallplatte - Kanada - 1997: für das Album Frogstomp |

Anmerkung: Auszeichnungen in Ländern aus den Charttabellen bzw. Chartboxen sind in ebendiesen zu finden.
| Land/RegionAuszeichnungen für Musikverkäufe (Land/Region, Auszeichnungen, Verkäufe, Quellen) | Silber     | Gold       | Platin       | Verkäufe  | Quellen             |
| -------------------------------------------------------------------------------------------- | ---------- | ---------- | ------------ | --------- | ------------------- |
| Australien (ARIA)                                                                            | —          | 6× Gold6   | 32× Platin32 | 2.450.000 | aria.com.au         |
| Brasilien (PMB)                                                                              | —          | Gold1      | —            | 100.000   | pro-musicabr.org.br |
| Kanada (MC)                                                                                  | —          | —          | 5× Platin5   | 500.000   | musiccanada.com     |
| Neuseeland (RMNZ)                                                                            | —          | Gold1      | 7× Platin7   | 142.500   | radioscope.co.nz    |
| Vereinigte Staaten (RIAA)                                                                    | —          | 2× Gold2   | 2× Platin2   | 3.000.000 | riaa.com            |
| Vereinigtes Königreich (BPI)                                                                 | 2× Silber2 | —          | —            | 120.000   | bpi.co.uk           |
| Insgesamt                                                                                    | 2× Silber2 | 10× Gold10 | 46× Platin46 |           |                     |